# Monte Terror
Il monte Terror è una larga caldera vulcanica, la seconda più grande delle tre che formano l'isola di Ross. Deve il suo nome a Sir James Clark Ross che nel 1841 lo battezzò così in onore della sua seconda nave, la HMS Terror.
Il monte Terror non mostra attività vulcanica più recente di quella che lo ha formato 1,75 milioni di anni fa.